# Triplice cinta sacra
La triplice cinta sacra è un simbolo sacro rappresentante l'orientamento dell'uomo nello spazio e nell'ambito vitale, l'opposizione della terra al cielo, ma può rappresentare anche l'universo creato (terra e cielo) opposto al non-creato e al creatore. È presente in moltissime culture e la si ritrova in molti paesi del mondo. In Italia in particolare è stata riconosciuta in diverse località della Sicilia dove sono stati ritrovati conci medievali con la sua raffigurazione.

## Aspetto

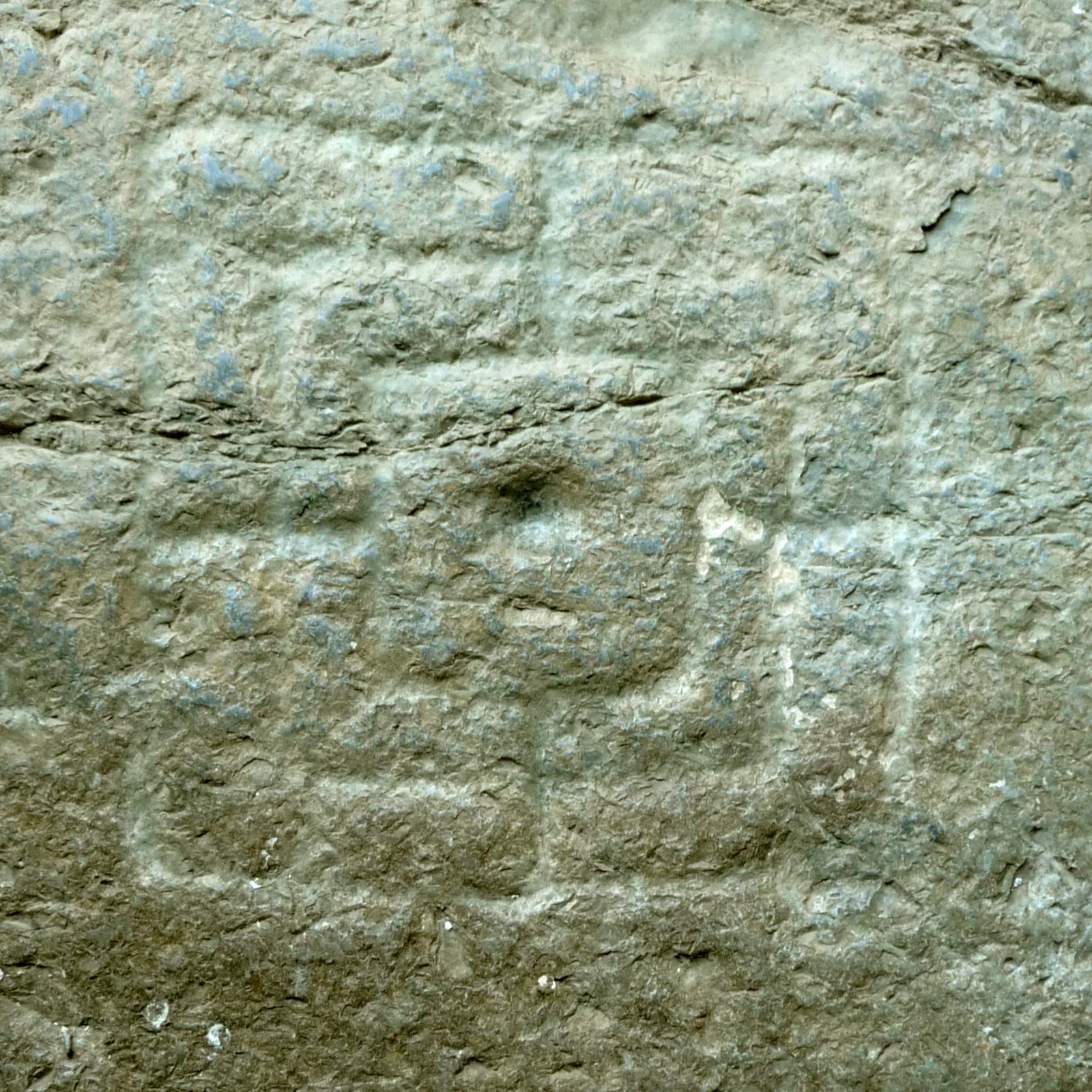
Triplice cinta

Si tratta di quadrato profondamente inciso con un foro centrale abbastanza profondo ed una linea intermedia verticale che interseca esattamente a metà il quadrilatero. Potrebbe trattarsi anche di un Centro Sacro rimasto incompiuto (tale simbolo consiste generalmente in un quadrato in cui sono inscritti 8 raggi, che al proprio interno formano due croci greche)

## Significato
Il simbolo ha molteplici significati. 
Può rappresentante l'orientamento dell'uomo nello spazio e nell'ambito vitale, ma anche l'opposizione della terra al cielo o l'universo creato (terra e cielo) opposto al non-creato e al creatore.
Il simbolo può riferirsi, inoltre, al cosiddetto omphalos, simbolo rappresentante il Centro del Mondo e molto diffuso.
Una variante grafica della Triplice Cinta è quella circolare, generata da cerchi concentrici anziché da quadrati. Il prototipo mitico di una simile struttura è nella geometria della capitale di Atlantide, come descritto da Platone nei Dialoghi. La città di Baghdad, già in antico, mostrava realmente una struttura similare, con tre cinte di mura concentriche, quattro porte ortogonali, e circondata da un'ansa canalizzata del fiume Tigri.

### Web
- ARGOD, Chiesa di Sant'Anna, Carpino: tra l'indifferenza ed il mistero dei suoi simboli, su argod.it, 06/07/2009. URL consultato il 30/10/2010 (archiviato dall'url originale il 7 marzo 2016).